# Fenian Brotherhood

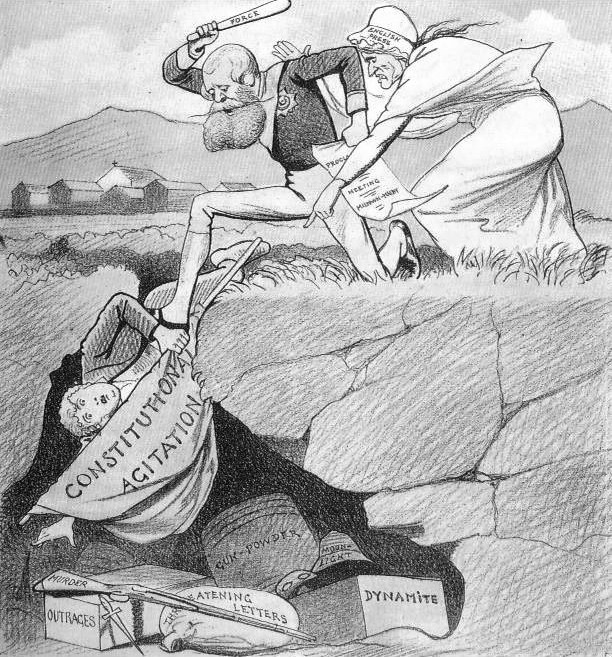
Supplément donné au quotidien Freeman d'octobre 1883.

La Fenian Brotherhood (Irlandais : Bráithreachas na bhFíníní) était une organisation républicaine irlandaise fondée aux États-Unis en 1858 par John O'Mahony et Michael Doheny,. C'était un précurseur du Clan na Gael, une organisation sœur de la Fraternité républicaine irlandaise. Les membres étaient communément appelés « Fenians ». O'Mahony, qui était un érudit gaélique, a donné à son organisation le nom Fianna, le groupe légendaire de guerriers irlandais dirigé par Fionn Mac Cumhaill.
Les raids des Féniens au Canada et la place de Montréal dans la longue lutte pour l'indépendance de l'Irlande :
Le 17 mars 1858, jour de la Saint-Patrick, une confrérie secrète irlandaise, The Fenian Brotherhood, est créée à New York pour faire la guerre à l’Amérique du Nord britannique. Dès 1866, le Canada va vivre dans la crainte des invasions et des attentats irlandais, car les féniens (Fenian en anglais) organiseront plusieurs attaques militaires, complots et attentats contre la jeune Confédération canadienne de 1867, dont l’assassinat du député Thomas D’Arcy McGee à Ottawa en 1868. L’Irish Republican Army (IRA) envahira par deux fois le comté de Missisquoi au Québec en 1866 et en 1870.

## Contexte
Les Frères Fenians remontent à 1798 et les Irlandais unis, qui n'avaient été qu'une organisation ouvertement politique pour être supprimée et devenir une organisation révolutionnaire secrète, se sont soulevés en rébellion, cherchant à mettre fin à la domination britannique en Irlande, d'abord pour l'autonomie gouvernementale et ensuite l'établissement d'une république irlandaise. La rébellion a été réprimée, mais les principes des Irlandais Unis devaient avoir une influence puissante sur le cours de l'histoire irlandaise.

## Liens
Retrouvez la recherche historique de Laurent Busseau sur cet épisode méconnu de l'histoire du Québec :
En français: https://histoirequebec.qc.ca/livre/les-feniens-arrivent-histoire-illustree-dune-invasion-irlandaise-a-lorigine-de-la-confederation-1866-1870/
En anglais: https://histoirequebec.qc.ca/livre/the-fenians-are-coming-an-illustrated-history-of-an-irish-invasion-in-the-early-years-of-canadian-confederation-1866-1870/